# Doikejt
Doikejt (jiddisch דאָיִקייט DIN31636 doiḳeyṭ, YIVO doikeyt [ˈdɔ.ɪ.kɛɪ̯t] »Hiesigkeit, Hiersein«, von do דאָ »hier«) ist die Vorstellung, dass Juden und andere Menschen überall dort, wo sie leben, für eine Umwälzung der gesellschaftlichen Verhältnisse kämpfen sollen, um Antisemitismus und Ausbeutung zu beseitigen – im Gegensatz zur dortikejt דאָרטיקײט des Zionismus.

## Bundismus
Die Doikejt war ein Schlüsselbegriff der Bundisten, zusammengefasst in dem Slogan „dort vu mir lebn, dort iz undzer land“ “דאָרט װוּ מיר לעבן, דאָרט איז אונדזער לאַנד„: »Wo auch immer wir leben, dort ist unser Land«, und dort sollen Juden zusammen mit den anderen unterdrückten und ausgebeuteten Menschen für den Sozialismus kämpfen. Die Bundisten betonten dieses Konzept vor allem gegen die Zionisten, die einen jüdischen Staat in Palästina als den einzigen Ort ansahen, an dem die Juden ihre Heimat aufbauen könnten. Nach dem Prinzip der Doikejt entschieden sich Juden bewusst, nicht nach Palästina zu gehen.
Doikejt war eine Aufforderung zum Handeln im Hier und Jetzt, also mit den Massen und für die Massen. Damit brachen die Bundisten mit der religiösen jüdischen Tradition, die Diaspora (goles גלות) als Strafe Gottes zu sehen, und entwickelten anstelle des Wartens auf den Messias bzw. auf das Erlösungsversprechen des Zionismus die Losung, an Ort und Stelle für eine Verbesserung des Lebens und für eine nicht-religiöse jüdische Kultur zu kämpfen. Doikejt verband die Verortung jüdischen Lebens und jüdischer Kultur in der Gegenwart mit der sozialistischen Utopie und entsprechendem Aktivismus. Doikejt war oder ist demnach weltweit umsetzbar.